# Yarimar Rosa
Yarimar Rosa (ur. 20 czerwca 1988 r. w Santurce) siatkarka grająca na pozycji przyjmującej. Od sezonu 2016/2017 występuje w drużynie Valencianas de Juncos.

## Sukcesy klubowe
Mistrzostwo Portoryko:
- 2013
- 2017
- 2012, 2015

## Sukcesy reprezentacyjne
Puchar Panamerykański:
- 2016
- 2009

Mistrzostwa Ameryki Północnej, Środkowej i Karaibów:
- 2013, 2015